# 兵庫県立高砂南高等学校
兵庫県立高砂南高等学校（ひょうごけんりつ たかさごみなみこうとうがっこう）は、兵庫県高砂市西畑二丁目にある県立高等学校。

## 概要

### 校訓
- 自主自立[1]
- 質実剛健[1]
- 友愛協調[1]

### 教育方針
高い知性、優れた徳性とたくましい体を兼ね備え、広い視野に立って社会の発展に貢献し得る、こころ豊かな人づくりを目指す。
- 自主自立の精神を育て、生徒の個性と能力の伸長を図る[1]。
- 質実剛健を基調とし、人格形成の基礎を培う[1]。
- 友愛協調の精神を養い、自らを大切にし、他を思いやる心の涵養を図る[1]。

### 校花・校木
校花はコスモスで、校木は楠である。

### アクセス
- 山陽電鉄高砂駅から徒歩約8分
- 山陽電鉄荒井駅から徒歩約13分

## 沿革
- 1980年
  - 1月1日 - 兵庫県立高砂南高等学校設置。
  - 4月1日 - 開校。
- 1990年4月1日 - 加印学区所属となる。
- 2009年10月31日 - 創立30周年記念式典を挙行
- 2014年4月1日 - 第３学区所属となる。
- 2018年3月- 甲南大学協定校推薦入試調印式が行われた。

- 2019年11月末日- 創立40周年記念式典を挙行

## 部活動
- 野球部 - 1983年春（第55回）に甲子園大会へ出場[4][5]。
- 剣道部
  - 女子個人 - 第48回全国高等学校剣道大会（2001年）、第50回全国高等学校剣道大会（2002年）に出場[4]。
  - 女子団体 - 第14回全国高等学校剣道選抜大会（2005年）、第53回全国高等学校剣道大会（2006年）に出場[4]。第53回全国高等学校剣道大会ではベスト16[4]。
- 陸上競技部 - 第46回全国高等学校陸上競技対校選手権大会（1994年）男子砲丸投げ、第58回全国高等学校陸上競技対校選手権大会（2005年）男子8種競技、第59回全国高等学校陸上競技対校選手権大会（2006年）男子8種競技、第61回国民体育大会（2007年）少年Bクラス200m、第61回全国高等学校陸上競技対校選手権大会（2009年）

男子三段跳に出場。第58回全国高等学校陸上競技対校選手権大会男子8種競技第4位、第59回全国高等学校陸上競技対校選手権大会男子8種競技優勝、第61回国民体育大会少年Bクラス200m第8位。
- 男子ハンドボール部 - 第32回全国高等学校ハンドボール選抜大会（2009年）出場[4]。
- 陸上競技部 - 第59回全国高等学校陸上競技対校選手権大会男子8種競技優勝[4]。

### 制服
青を基調としたブレザーで、夏は紺または白のポロシャツを着用する。

### 学年章
学年章は、正方形の中にmが描かれ、それを囲むように各学年ごとの色が描かれている。

### 特色ある教育
大学教授や企業などから外部講師を招き、科学探求、国際社会探究、人間科学、スポーツ科学などの科目が開かれている。キャリア教育として1単位で吉本プロデュース高南新喜劇の授業が行われる。

## 周辺
工業地帯にあり、三菱重工やサントリーをはじめとした工場が周辺に存在する。
- 高砂市立高砂中学校
- 高砂市立高砂小学校
- 兵庫県立高砂高等学校
- 山陽電鉄荒井駅、高砂駅
- 高砂市民病院
- 高砂市立荒井小学校
- 加古川
- 高砂海浜公園

## 著名な出身者
- 吉田裕 - お笑いタレント・吉本新喜劇座員
- 藤井亮太 - プロ野球選手（東京ヤクルトスワローズ）